# Tomasz Jasina
Tomasz Jasina (ur. 19 maja 1965 w Lublinie) – komentator sportowy pracujący w Telewizji Polskiej i piłkarz, który grał na pozycji pomocnika.

## Życiorys
Absolwent Wydziału Politologii i Nauk Społecznych Wyższej Szkoły Dziennikarskiej w Warszawie. Wydawca i prezenter lokalnego magazynu sportowego, wydawca transmisji sportowych z regionu, autor felietonów i programów o tematyce sportowej.

## Kariera piłkarska
Niegdyś piłkarz (grający w linii pomocy) pierwszoligowych drużyn: Motoru Lublin, Stali Stalowa Wola i ŁKS Łódź. Grał także w drugoligowym klubie La Roche-sur-Yon Vendee Football w zachodniej Francji, a także w polskich zespołach drugoligowych.

## Kariera telewizyjna
Tomasz Jasina od 1999 jest pracownikiem lubelskiego oddziału TVP i TVP Sport. Jako komentator zadebiutował w roku 2002, komentując wspólnie z Dariuszem Szpakowskim mecz Pucharu UEFA pomiędzy Interem Mediolan a Valencią. Sprawozdaje mecze reprezentacji Polski, Ligi Mistrzów, Pucharu UEFA oraz Copa América. W 2004 roku pojechał do Portugalii na Euro, a dwa lata później komentował mecze mundialu w Niemczech, jak również MŚ 2010 w RPA, Euro 2012 w Polsce i Ukrainie, MŚ 2014 w Brazylii, Copa América 2015, 2016 i MŚ 2018 w Rosji. Na igrzyskach olimpijskich 2008 w Pekinie komentował mecze turnieju piłkarskiego oraz zawody łucznicze.
Otrzymał wyróżnienie w kategorii: Najlepszy dziennikarz sportowy, podczas Przeglądu i Konkursu Dziennikarskiego Oddziałów Terenowych TVP S.A. Łódź 2006